# بيتر مالوتا
بيتر مالوتا (بالإنجليزية: Peter Malota)‏ هو ممثل ألباني ولد بتاريخ 4 يوليو 1959.

## أعماله
مثل في عدة أفلام منها النظام والسعي.

## وصلات خارجية
- بيتر مالوتا على موقع IMDb (الإنجليزية)
- بيتر مالوتا على موقع ألو سيني (الفرنسية)
- بيتر مالوتا على موقع أول موفي (الإنجليزية)
- بيتر مالوتا على موقع قاعدة بيانات الأفلام السويدية (السويدية)
- بيتر مالوتا على موقع كينوبويسك (الروسية)

صفحته على IMDb